# Margarete Wittkowski
Margarete "Grete" Wittkowski (18 de agosto de 1910 - 20 de outubro de 1974) foi uma economista e política alemã (KPD / SED). Entre 1961 e 1967, ela atuou como vice-presidente do Conselho de Ministros da Alemanha Oriental, a única mulher a ocupar esse cargo. Entre 1967 e 1974, ela atuou como presidente do Banco Nacional da Alemanha Oriental.

## Vida

### Proveniência e primeiros anos
Margarete Wittkowski nasceu em Posen, na atual Polonia. Seu pai era empresário: sua mãe era pianista. Ela frequentou a escola em Posen até 1926, quando a família se mudou para Berlim. Aqui, entre 1929 e 1932, estudou Economia Social ("Volkswirtschaftslehre"). Até 1931, ela foi ativa no Movimento Sionista, após o que, após "discussões com amigos de esquerda", suas energias políticas foram cada vez mais focadas no Partido Comunista, ao qual ingressou em setembro de 1932.

### Alemanha nazista, exílio suíço (1933-1939)
Em janeiro de 1933, o cenário político foi transformado quando o Partido Nazista assumiu o poder e converteu a Alemanha em uma ditadura de partido único. A atividade política - exceto em apoio ao Partido Nazista - tornou-se ilegal. No final de fevereiro, o incêndio do Reichstag foi instantaneamente atribuído aos comunistas e, em março de 1933, aqueles identificados como comunistas começaram a ser presos. Durante 1933 Margarete Wittkowski emigrou para a Suíça, onde se matriculou na Universidade de Basel e trabalhou em sua tese de doutorado. Passou na parte oral do exame de doutorado, para o qual foi orientada por Edgar Salin e Herman Schmalenbach, em fevereiro de 1934, para trabalhos sobre as relações entre os grandes bancos de Berlim e a indústria alemã. Algumas fontes indicam que ela recebeu seu doutorado em 1934.
Ela se inscreveu na Fundação Budge para uma bolsa de pesquisa, mas não conseguiu fornecer as informações necessárias para apoiar uma inscrição bem-sucedida. No entanto, ela foi capaz de seguir uma carreira acadêmica, trabalhando com Jürgen Kuczynski, um economista distinto e, como ela, um refugiado da Alemanha nazista. O foco de seu trabalho foi um estudo intitulado "Die Wirtschaftspolitik der Barbarei, Hitlers neue europäische Wirtschaftsordnung" ("A economia da barbárie: a nova ordem econômica de Hitler na Europa"), que acabou sendo publicado em 1942, e dizia respeito à política econômica dos estados fascistas. Os autores atacaram a alegação generalizada de que a economia na Alemanha nazista era extraordinariamente eficiente. Para eles, a produção de mão de obra era menor e a taxa de acidentes maior do que antes de 1933, e que o crescimento dos rendimentos desde então era atribuível a práticas de monopólio, redução de custos de matérias-primas, redução da ênfase em bens de consumo e extensão da jornada de trabalho. Houve também um alerta dirigido aos Estados Unidos (nesta fase ainda não envolvidos militarmente contra a Alemanha) de que a conquista bem-sucedida pela Alemanha nazista da Europa e da União Soviética daria origem a um bloco europeu fascista capaz de inundar o mundo com produtos manufaturados baratos.
Notavelmente, entre 1934 e 1938, Wittkowski continuou a viajar para a Alemanha, enquanto tomava o cuidado de voltar rapidamente para a Suíça quando a situação parecia estar se tornando muito perigosa. Na primavera de 1934, mudou-se para Berlim, onde co-produziu um jornal sindical comunista com um camarada de mentalidade semelhante chamado Ullrich Fuchs. No início do ano seguinte, ela escapou por pouco da prisão, emigrando novamente para a Suíça em fevereiro de 1935. Ela trabalhou em vários jornais para distribuição no sul da Alemanha, incluindo um jornal ilegal destinado a comunidades agrícolas. Outros jornais para os quais ela escreveu incluem o "Süddeutsche Volksstimme" e o "Süddeutsche Informationen". Ela também estava envolvida na distribuição, de acordo com uma fonte que fazia "viagens frequentes para "a área da fronteira sul de Baden, onde ela entregava publicações e mensagens ilegais" Há referências a ela ter realizado às vezes suas atividades de correio sob o nome inventado "Hilde". Houve também pelo menos uma visita a Paris, em outubro de 1936, que naquela época havia se tornado a sede de fato do Partido Comunista da Alemanha no exílio.

### Exílio britânico (1939-1946)
Em novembro de 1938, poucos dias após os pogroms da "Kristallnacht" na fronteira, Wittkowski foi presa em Zurique e expulsa do país por suas "atividades políticas ilegais". Ela viveu - agora ilegalmente - na Basileia por mais seis meses, após os quais, em abril de 1939, conseguiu fugir para a Inglaterra, onde seu colaborador literário Jürgen Kuczynski estava radicado desde 1936. As fontes são em grande parte silenciosas sobre suas atividades na Inglaterra durante os anos de guerra. Ao contrário de muitos refugiados políticos da Alemanha nazista, não há registro de que ela tenha sido internada como inimiga estrangeira pelos ingleses quando a guerra eclodiu, o que pode refletir seu trabalho com Kuczynski, que tinha excelentes conexões com elementos do establishment britânico. Está registrado que até 1943 ela trabalhou para o Comintern com Harry Pollitt, um dos principais membros do Partido Comunista. Ela parece ter sido considerada uma líder entre os comunistas alemães exilados na Inglaterra.

### Zona de ocupação soviética (1946-1949)
Margarete Wittkowski retornou a Berlim em junho de 1946. A região ao redor da cidade era agora administrada como zona de ocupação soviética, embora a controversa criação do  Partido da Unidade Socialista ("Sozialistische Einheitspartei Deutschlands" / SED) já tivesse criado uma pré-condição necessária para seu relançamento em outubro de 1949 como um novo tipo de ditadura de partido único, a República Democrática Alemã (Alemanha Oriental). Wittkowski ingressou no SED em 1946. Jürgen Kuczynski já estava de volta à cidade e, juntos, fundaram um jornal semanal chamado "Die Wirtschaft" ("A Economia"). Ela também assumiu o comando da seção de economia do Neues Deutschland, o recém-criado jornal diário de grande circulação do recém-criado Partido da Unidade Socialista. Fontes, no entanto, indicam que Wittkowski se opôs ao trabalho como jornalista porque desejava contribuir mais diretamente para a reconstrução do país.
Em 1947 ou 1948 juntou-se à Comissão Económica Alemã criada pelas forças de ocupação. Trabalhando em estreita colaboração com Bruno Leuschner. Isso envolveu um papel central na elaboração do modelo econômico planejado para o novo estado alemão socialista. Em 1949/50 frequentou um curso na Academia do Partido. Houve um período de estudo em Moscou. Em 1950/51 atuou como vice-presidente da Comissão Econômica Alemã para o que se tornou, em outubro de 1949, a República Democrática Alemã (Alemanha Oriental).

### República Democrática Alemã (1949-1974)
Em 1951 Wittkowski foi transferida para a Verband deutscher Konsumgenossenschaften, um escritório que ocupou até 1954. Este foi um rebaixamento, atribuído a uma emulação por Walter Ulbricht do expurgo de Stalin em 1951 dos "conspiradores sionistas". Outros, referindo-se ao seu tempo na Inglaterra, se contentam em apontar que durante esse tempo "aqueles que emigraram para o Ocidente eram mais propensos a serem considerados camaradas não confiáveis". Seja qual for o motivo de sua remoção da Comissão Econômica Alemã, parece que Wittkowski era respeitada por seu intelecto formidável, que, ao contrário de outros, ela às vezes estava disposta a usar em discussões envolvendo Walter Ulbricht, o líder do país.
Após a morte de Stalin, em março de 1953, a liderança do partido da Alemanha Oriental ficou um pouco menos nervosa e, em 1954, ela foi reintegrada como vice-presidente do que agora se tornou a Comissão de Planejamento do Estado, o que lhe deu influência significativa sobre a política econômica nacional. Em abril de 1954, Wittkowski também foi eleita como membro do poderoso Comitê Central do Partido, que sob a estrutura de poder leninista empregada na Alemanha Oriental era o verdadeiro foco do poder político. Ela também foi membro do parlamento nacional ("Volkskammer") entre 1952 e 1958, e novamente entre 1963 e 1967.
Entre 1956 e 1958, Wittkowski se viu cada vez mais desalinhada com Walter Ulbricht, tanto por divergências sobre aspectos da política econômica quanto porque procurou abrir um espírito de debate mais amplo. Em um discurso proferido em 22 de março de 1956 no plenário do Comitê Central, ela criticou Ulbricht por seu fracasso em informar os membros do Comitê Central sobre os momentosos eventos no 20º Congresso do Partido Soviético em Moscou no mês anterior: ela pediu um pouco mais de abertura dentro do Comitê Central da  Alemanha Oriental. Wittkowski defendeu que se dê maior prioridade à lucratividade e às necessidades da população. No plenário do Comitê Central em novembro de 1956, ela pediu maior descentralização da tomada de decisões econômicas. Dirigindo-se ao plenário do Comitê Central em novembro de 1956, ela criticou as ações "burocráticas" de muitos funcionários, que ela caracterizou como desacreditando o "partido e o governo". Ela também apelou para uma política de menos confronto com os socialistas na República Federal Alemã, onde a proibição do Partido Comunista em agosto de 1956 não  desencadeou protestos significativos por parte dos trabalhadores da Alemanha Ocidental. Havia dois estados alemães, mas havia apenas uma classe trabalhadora alemã. Wittkowski pode ter assumido a liderança dentro do Comitê Central ao criticar aspectos da política econômica, mas ela não era uma voz solitária. Dentro do Comitê Central, Karl Schirdewan e Ernst Wollweber expressavam sentimentos semelhantes. Outros críticos proeminentes da linha do partido foram Gerhart Ziller, Fred Oelßner e Fritz Selbmann.
No entanto, enquanto Wittkowski via no Partido Social-Democrata (SPD) da Alemanha Ocidental um aliado potencial no apoio aos trabalhadores e na oposição ao regime de Adenauer, Ulbricht via o SPD ocidental, mesmo antes da publicação em 1959 do Programa Godesberg, como irremediavelmente contra -revolucionário. A ideia de que alguém poderia "fazer negócios" com eles era um repúdio ao valioso dogma stalinista. De modo mais geral, ele ficou desapontado com suas críticas econômicas e outras. Em fevereiro de 1958, o plenário do Comitê Central endossou a linha ortodoxa defendida pelo secretário-geral Ulbricht: Wittkowski sofreu um "rebaixamento temporário". Ela foi removida de sua vice-presidência da Comissão de Planejamento do Estado e seu nome não foi mais incluído na lista do partido para a eleição de Volkskammer naquele ano. Ela também foi demitida do Comitê Central, embora seu nome agora aparecesse na lista de candidatos para membro do Comitê Central, uma indulgência não concedida aos camaradas Schirdewan e Wollweber.
Ela foi rapidamente restituída à vice-presidência da Comissão de Planejamento do Estado, embora agora houvesse mais de um vice-presidente, de modo que sua relativa estatura dentro do órgão foi diminuída. Alguns anos depois, depois de 1961, as reformas econômicas marcadas como o " Novo Sistema Econômico ", refletindo um modesto afrouxamento do controle centralizado em todo o "Bloco Oriental ", pareciam reconhecer as preocupações expressas por Wittkowski três anos antes. Ela mesma permaneceu neste momento fora do Politburo do Comitê Central do Partido, mas seu principal interlocutor dentro dele foi Werner Jarowinsky, que havia sido aluno de seu velho amigo e colaborador literário, Jürgen Kuczynski. Em fevereiro de 1961, ela renunciou pela última vez à Comissão de Planejamento do Estado e assumiu o cargo de vice-presidente do Conselho de Ministros, onde suas responsabilidades departamentais cobriam Comércio, Abastecimento e Agricultura. Ao longo dos anos, houve muitos vice-presidentes do Conselho de Ministros, mas Wittkowski foi a única mulher a ser contada entre eles. Ela ocupou este cargo até julho de 1967. Enquanto isso, em 1963, ela foi readmitida no Comitê Central do Partido.
O último grande trabalho de Margarete Wittkowski, para o qual foi nomeada em 1967, foi a presidência do que foi renomeado, em 1º de janeiro de 1968, o Banco Central da Alemanha Oriental (Staatsbank). Ela ocupou essa posição até sua morte, que ocorreu enquanto ela viajava, em Singen, no extremo sudoeste da Alemanha Ocidental.